# Лутак (фамилия)
Лутак (лат. Lutak, венг. Luták) – русинская, словацкая, и украинская (изначально, вероятно, бойковская) фамилия.

## Версии происхождения фамилии
Версии закарпатского филолога Павло Чучки:
1. От южнославянского мужского имени родоначальника – Лу́та с помощью многофункционального славянского суффикса -ак, выполняющего здесь патронимную (от имени отца ) функцию. Имя Luta встречается у хорватов и сербов как вариант официальных имён: Милутин и Милун.
2. От сербского существительного лу́так - "кукла" (мужского рода)", "детская игрушка в виде мужчины".
3. От названия бойковской или старопольской меры веса łut.

Альтернативные версии:
1. Этимология слова лута́к связана с древнерусским (древневосточнославянским) словом лѹ́тъ и старославянским лѫ́тъ (липовое лы́ко – молодой луб), которые в свою очередь происходят от праславянского слова *lǭtъ (раннепраслав.: *lōntos > *lōntus > *lōntŭs > *lōntŭ) с тем же значением. Слово *lǭtъ восходит к праиндоевропейскому корню *(e)lento- – дерево с мягкой или гибкой древесиной - липа, пихта, лиана; мягкий, гибкий. Слово лутак состоит  из корня -лут-  и суффикса -ак. В подкарпатском варианте современного русинского языка есть слова с корнем -лут- : лути́ня (розги ивы для корзин) и лутяни́к (лукошко). Суффик -ак (-як) – продуктивный суффикс русинского языка, указывающий, в частности, на национальность (русна́к, слова́к), род занятий (рыба́к, воя́к), свойства лиц (добра́к, рода́к) и предметов (держа́к). Возможно, происхождение фамилии Лутак связано с традиционным для Карпатского региона ремеслом – лозоплетением. Словом лутак мог называться либо ремесленник, который делал лутяникы из луба и корзины из лутиня, либо продукт или орудие этого ремесла.
2. Возможно также, что Лутак – сын человека по прозвищу Лут.

## Время возникновения
Фамилия Лутак возникла, вероятно, в первой половине XVII века в северных областях Венгерского королевства, где значительную часть населения тогда составляли руси́ны, словаки, хорваты и сербы.

## Упоминания в исторических документах
Впервые в официальных документах фамилия Лутак упоминается в Угорской Руси в 1699 году в комитате Бе́рег — Lutak János и его сын Vaszil 12-ти лет из села Nagy Ábránka (совр. село Локоть Закарпатской области Украины). А в 1704 году тот же Я́нош Лутак из Надь-А́бранки упоминается, уже как куруц, в мукачевском списке греко-католиков, принимавших участие в Восстании Ференца Ракоци 1703—1711 годов.
При переписи населения Венгерского королевства в 1715 году фамилия Лутак (латин.: Lutak) встречается в комитатах: По́жонь — Jacobus Lutak из Nyék (совр. село Чёрная Вода в Западной Словакии), Хонт — Martinus Lutak из Krnisóv (совр. село Кральовце-Крнишов на юго-западе Словакии) и Зе́мплен — Georgius Lutak из Mislina (село Мы́слина в настоящее время — часть города Гуменне на востоке Словакии).
Староста села И́нота комитата Фе́йер (совр. г. Ва́рпалота, медье Веспрем, Центрально-Задунайский край, Венгрия) в протоколе посещаемости местного храма 25 февраля 1747 года упоминает католическую семью Luták.
Во второй половине XVIII века фамилия Лутак распространяется на Бойковщину и в 1787 году фамилии Lutak и Lutakow встречаются в селах Репное и Липа.

## Ударение
В подкарпато-русинском, пряшевском русинском и украинском языках суффикс -ак всегда под ударением, а в словацком языке ударение в фамилии Лутак падает на первый слог.

## Фамилия Лютак
На Лемковщине, Гуцульщине и в исторической Буковине встречается  фамилия Лютак, которая имеет иное происхождение. Однако, в венгерских исторических документах конца XVII - начала XVIII веков фамилия Лютак у одних и тех же людей встречается в двух различных вариантах написания: на латинском языке - в форме Lutak, а на венгерском - Lyutak.. По этой причине, иногда, возникают трудности с идентификацией персон. Кроме того, необходимо помнить, что по-польски фамилия Лютак транслитерируется как Lutak, а Лутак - как Łutak.